# Salvador Dulcet
Salvador Dulcet Altés fue un guionista y traductor de cómic y novelista español (1914, Reus - Barcelona, 1987). Firmó también como Jean de Luz, Roy Silverton o S.D. Haltés Falmor.

## Biografía
Salvador Dulcet inició su carrera a principios de los años cincuenta, ejerciendo de guionista para las editoriales Exclusivas Gráficas Ricart, Favencia, Ferma e Hispano Americana, pero sobre todo para Toray.
En los setenta, fue traductor en Ediciones Vértice.

## Obra
| Años | Título                                    | Dibujante            | Tipo       | Publicación                      |
| ---- | ----------------------------------------- | -------------------- | ---------- | -------------------------------- |
| 1951 | El Pequeño Mosquetero                     | Jordi Longarón       | Serial     | Toray                            |
| 1951 | Aventuras de Guerra                       |                      | Serial     | Favencia                         |
| 1953 | Aventuras de Capa Negra                   | Ángel Badía Camps    | Serial     | Exclusivas Gráficas Ricart       |
| 1955 | Elvirita                                  | Ripoll G.            | Serie      | Florita                          |
| 1955 | Aventuras de dos muchachos y un automóvil | Fernando Costa       | Serial     | Toray                            |
| 1957 | El Pequeño Grumete                        | Josep Martí          | Serial     | Ferma                            |
| 1958 | Lindaflor                                 |                      | Serial     | Toray                            |
| 1959 | Piluchi                                   |                      | Serial     | Hispano Americana                |
| 1962 | Relatos de Guerra                         |                      | Serial     | Toray                            |
| 1962 | Los hijos de Visnú                        | Vicente Farrés       | Historieta | Brigada Secreta núm. 1           |
| 1964 | Sioux                                     |                      | Serial     | Toray                            |
| 1965 | Espionaje                                 |                      | Serial     | Toray                            |
| 1966 | Novelas Gráficas Clásicas                 |                      | Serial     | Toray                            |
| 1967 | Robot 76                                  |                      | Serial     | Toray                            |
| 1968 | Hombres Famosos                           |                      | Serial     | Toray                            |
| 1959 | Napoleón                                  | José María Casanovas | Serial     | Ferma: Juvenil/Amarilla, núm. 15 |